# Мейра
Мейра (на испански: Comarca de Meira; на галисийски: Meira) е район (комарка) в Испания, част от провинция Луго на автономната област Галисия. Населението е около 6100 души.

## Общини в района
- Мейра
- Пол
- Риоторто
- Рибейра де Пикин

1. ↑  www.ine.es